# Thriller (album)
Thriller je šesti studijski album američkog pjevača Michael Jacksona i najprodavaniji album svih vremena. Album je izdan 30. studenog 1982. godine, a uslijedio je nakon uspješnog albuma iz 1979. Off The Wall. Thriller  sadrži elemente funka, disca, soula, soft rocka, R&B-a i popa.

## Popis pjesama
Tekstovi i glazba: Sve pjesme napisao je Michael Jackson, osim gdje je drugačije naznačeno. 
| Br. | Skladba                                                    | Autor | Trajanje |
| --- | ---------------------------------------------------------- | ----- | -------- |
| 1.  | »Wanna Be Startin' Somethin'«                              |       | 6:02     |
| 2.  | »Baby Be Mine« (Rod Temperton)                             |       | 4:20     |
| 3.  | »The Girl Is Mine«                                         |       | 3:42     |
| 4.  | »Thriller« (Temperton)                                     |       | 5:57     |
| 5.  | »Beat It«                                                  |       | 4:19     |
| 6.  | »Billie Jean«                                              |       | 4:54     |
| 7.  | »Human Nature« (John Bettis, Steve Porcaro)                |       | 4:05     |
| 8.  | »P.Y.T. (Pretty Young Thing)« (James Ingram, Quincy Jones) |       | 3:58     |
| 9.  | »The Lady in My Life« (Temperton)                          |       | 4:59     |

| 10. | »Interview with Quincy Jones #1«                                          | 2:18 |
| 11. | »Someone in the Dark (previously unreleased)« (Bergman/Bergman/Temperton) | 4:48 |
| 12. | »Interview with Quincy Jones #2«                                          | 2:04 |
| 13. | »Billie Jean (Demo) (previously unavailable)« (Jackson)                   | 2:20 |
| 14. | »Interview with Quincy Jones #3«                                          | 3:10 |
| 15. | »Interview with Rod Temperton #1«                                         | 4:02 |
| 16. | »Interview with Quincy Jones #4«                                          | 1:32 |
| 17. | »Voice-Over Session from "Thriller" (previously unreleased)« (Temperton)  | 2:52 |
| 18. | »Interview with Rod Temperton #2«                                         | 1:56 |
| 19. | »Interview with Quincy Jones #5«                                          | 2:01 |
| 20. | »Carousel (previously unreleased)« (Sembello/D. Freeman)                  | 1:49 |
| 21. | »Interview with Quincy Jones #6«                                          | 1:17 |

## Izvođači
- Brian Barns – klavijature, sintisajzer, programiranje
- Michael Boddicker – klavijature, sintisajzer
- N'dugu Chancler – bubnjevi
- Paulinho da Costa – udaraljke
- David Foster – klavijature, sintisajzer
- Gary Grant – truba, flügelhorn
- Eddie Van Halen - gitar
- Jerry Hey – truba, flügelhorn
- Michael Jackson – ko-producent, prvi vokal, prateći vokali, bubnjevi
- Paul Jackson, Jr. – gitara
- Louis Johnson – bas-gitara
- Quincy Jones – producent
- Steve Lukather – gitara, bas-gitara
- Anthony Marinelli – programiranje sintisajzera
- Paul McCartney - Vokal u skladbi "The Girl Is Mine"
- David Paich – klavijature, sintisajzer, programiranje
- Dean Parks – gitara
- Greg Phillinganes – klavijature, sintisajzer, programiranje
- Jeff Porcaro – bubnjevi, rog, aranžer žičanih instrumenata
- Steve Porcaro – klavijature, sintisajzer, programiranje
- Bill Reichenbach – trombon
- Bruce Swedien – tehničar snimanja, miks
- Rod Temperton – klavijature, sintisajzer
- David Williams – gitara
- Larry Williams – saksofon, flauta
- Bill Wolfer – klavijature, sintisajzer